# 3280 Gretry
3280 Gretry је астероид главног астероидног појаса са средњом удаљеношћу од Сунца која износи 2,581 астрономских јединица (АЈ).
Апсолутна магнитуда астероида је 12,5.